# Monocycle tout terrain

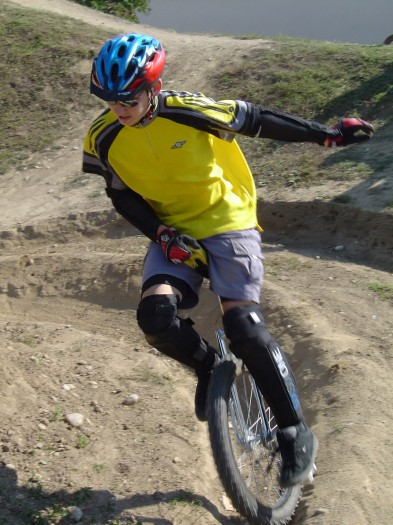
Monocycle tout-terrain

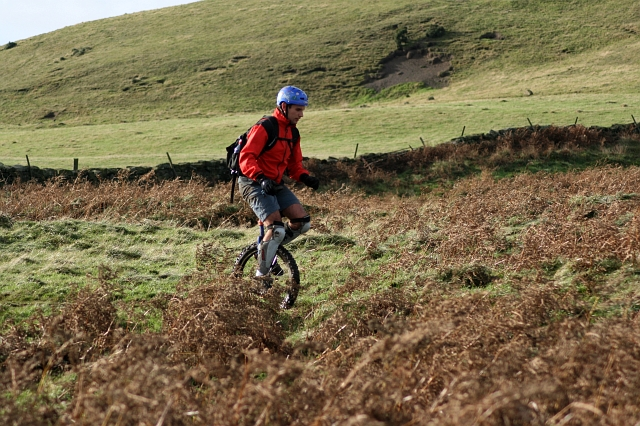
Monocycliste tout terrain en Angleterre

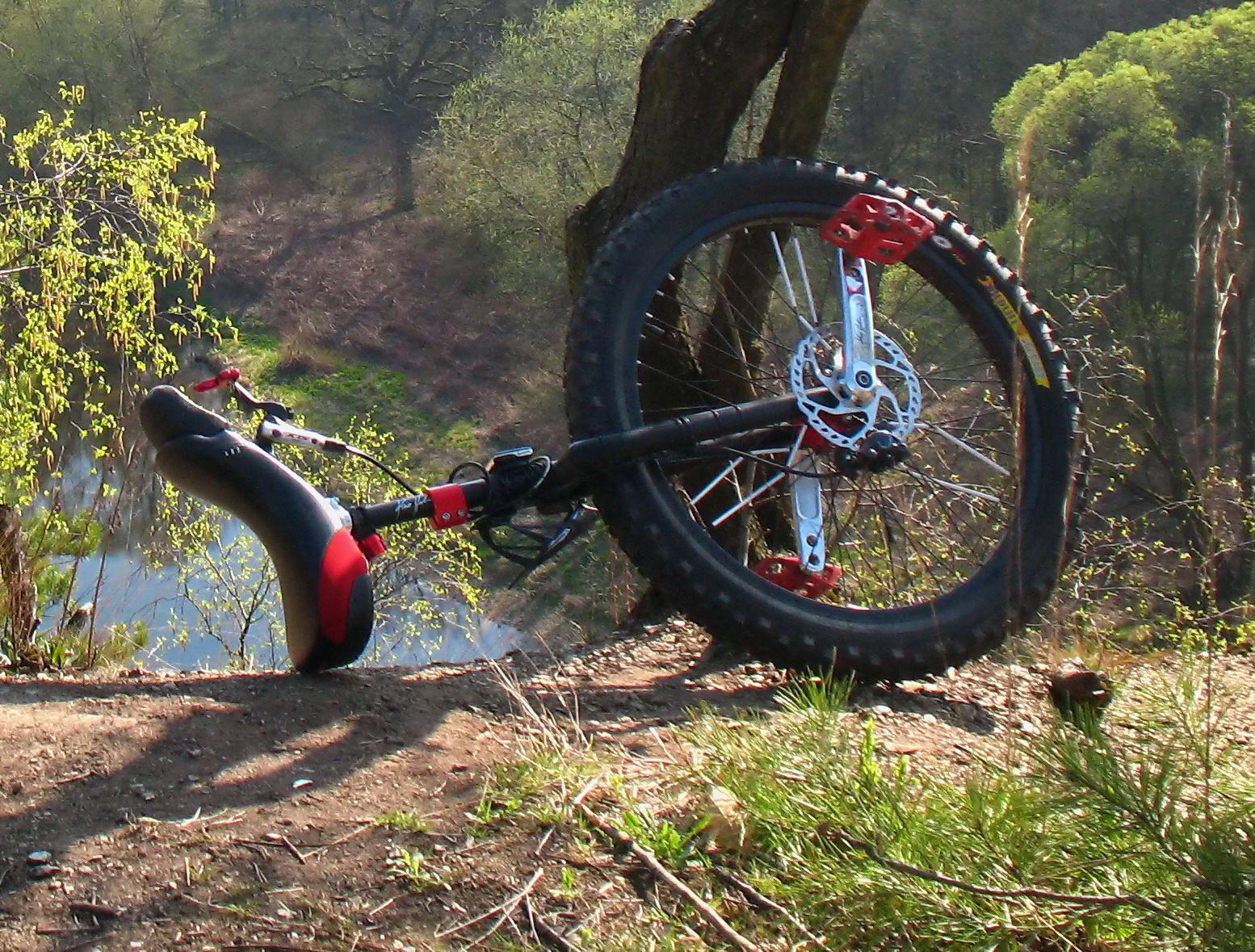
Monocycle tout terrain avec freins à disque (Qu-ax / Kris Holm)

Le monocycle tout terrain est un sport d'aventure qui consiste à parcourir un terrain accidenté sur un monocycle. Le monocycle tout terrain ( muni ) se pratique sur un terrain similaire au VTT. Cependant, le muni nécessite beaucoup plus d'attention aux micro-caractéristiques de la courte distance devant la roue. L'absence de roue libre sur les monocycles signifie que les descentes doivent être contrôlées tout au long du parcours, et l'absence typique de système de vitesses (bien que des moyeux à deux vitesses soient disponibles) empêche le cycliste d'atteindre des vitesses élevées. Le Muni se pratique généralement sur des monocycles spécialement conçus, équipés de moyeux solides, de gros pneus à crampons, de pédales à adhérentes et de cadres robustes. Certains sont également équipés de freins à patins ou à disque, le levier étant monté sous le nez de la selle. Le frein sert principalement à compenser la force de la pente en descente, tandis que les pratiquants plus experts l'utilisent également pour décélérer ou s'arrêter. De plus en plus de monocyclistes utilisent des guidons tels que le t-bar.
Les monocyclistes ont également besoin de quelques compétences supplémentaires par rapport à celles requises pour le VTT ou le monocycle classique, la force de base, l'endurance et l'équilibre étant essentiels.

## Compétences
La capacité de faire du sur-place (en faisant un mouvement d'avant en arrière) et de sauter sur-place sont utiles.
Il est également intéressant d'avoir des capacités de franchissement d'obstacle, que ça soit en descente ou en montée.

## Équipement
Le monocycle est généralement doté de pneus larges au profil adhérent, gonflés à pression moyenne. Les manivelles ne doivent pas être trop longues – par rapport à la taille de la jante – pour maintenir l'écart par rapport aux plus grosses pierres sur le sol. Les jantes sont plutôt larges pour être robustes et peuvent être percées entre les trous des rayons pour économiser du poids, comme une roue de vélo de trial typique. La selle est fixée sur la fourche et porte un bumper avant et arrière en plastique rigide. Le bumper avant est utilisé par trois doigts situés en dessous comme poignée lorsque le pilote saute ou descend. Il peut être remplacé par un guidon, généralement très court tel que t-bar.
Le pratiquant porte des chaussures adhérente, utilise un casque et des protections au niveau des tibias, des genoux et des gants sur les mains. De plus en plus de monocyclistes utilisent des pédales automatiques, leur permettant de mieux être accrochés aux pédales.
Une caméra de casque nécessite un objectif grand angle et une stabilisation d'image, car le monocycliste effectue des mouvements de tête brusques et rapides pour observer le sentier.

## Événements
- Les épreuves de Muni reconnues par la Fédération Internationale de Monocyclisme aux Unicons sont : le cross-country, la montée et la descente.
- Aux États-Unis, le California Mountain Unicycle Weekend et le Moab, Utah Muni Fest (dernière édition en 2009).
- Au Royaume-Uni, le British Muni Weekend (BMW).
- Le premier Colorado Munifest a eu lieu en octobre 2007, organisé par Colorado Muni.
- Le premier week-end Arizona Mountain Unicycle a eu lieu en février 2009, organisé par l'Arizona Unicycle Club.
- En Australie, le Cross County et le Downhill sont inclus dans les UniNats, organisés par l'Australian Unicycle Society tous les 12 à 18 mois.
- Au Liechtenstein et en Suisse, l'Elsbet (abréviation de Einzigartiges Liechtensteiner und Schweizer Berg-Einrad Treffen) rencontre unique de monocycle tout terrain du Liechtenstein et de la Suisse

## Galerie

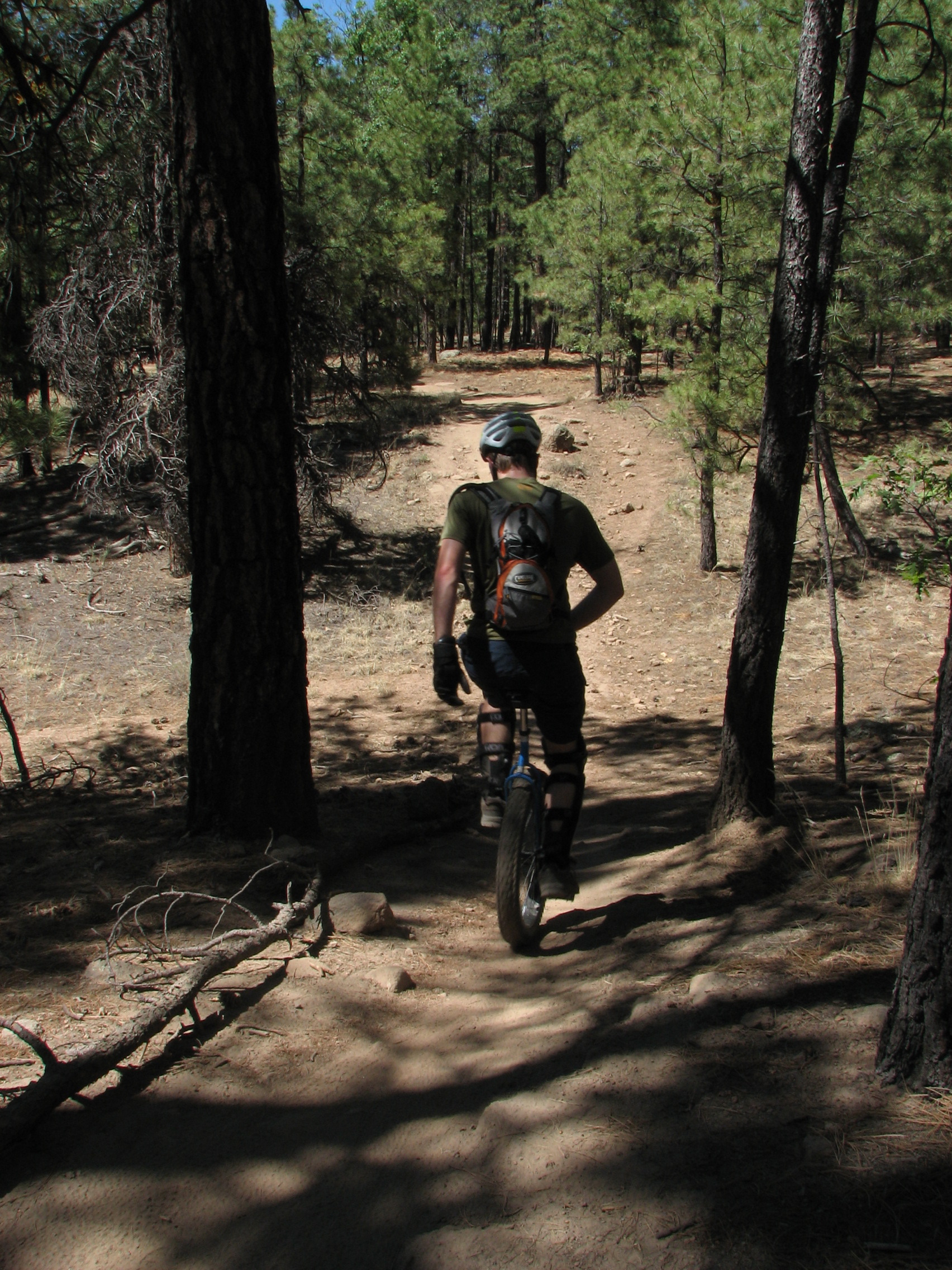
Muni facile
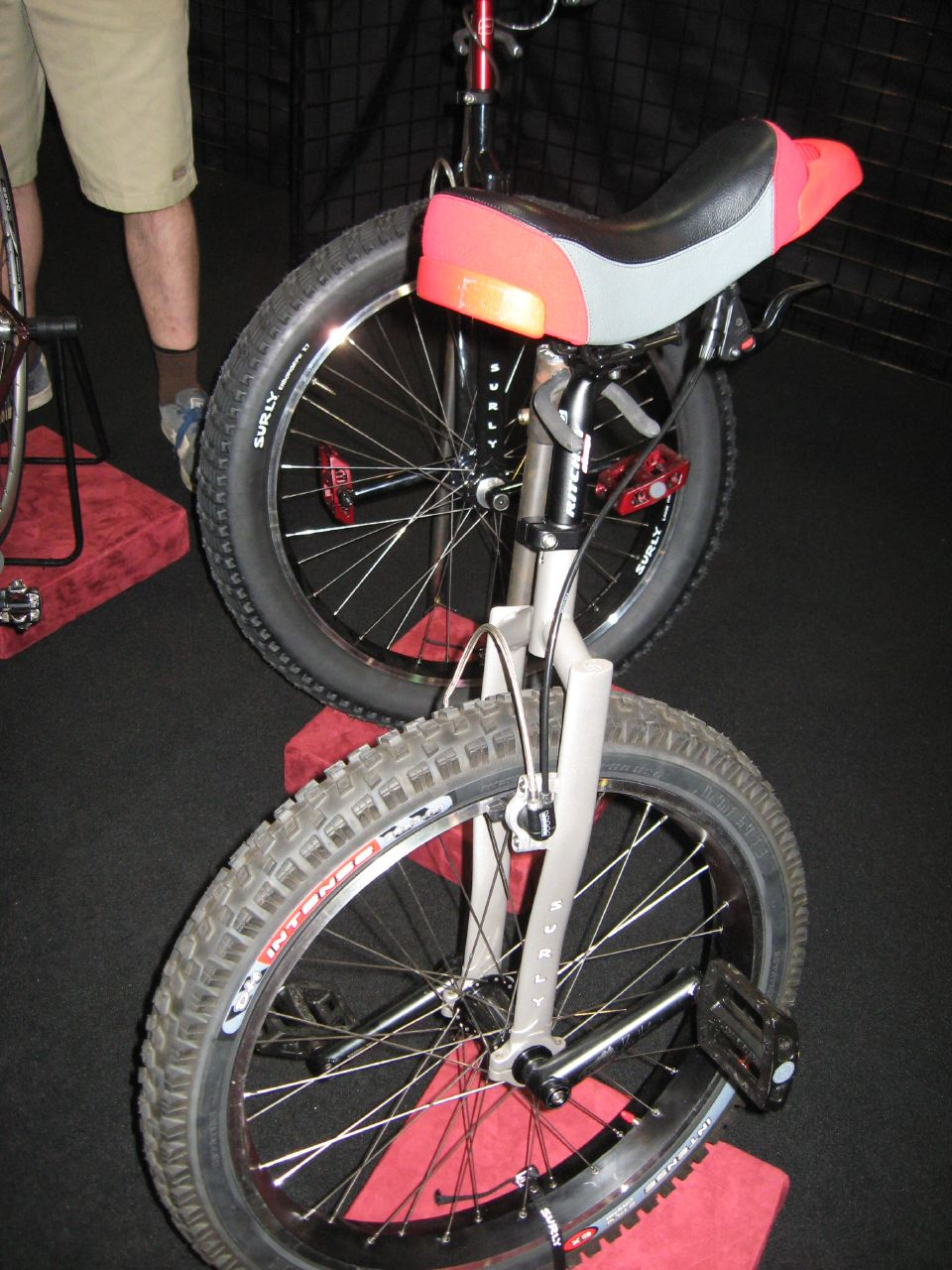
Monocycles tout terrain ( Surly )

## Pratiquants connus

### Canada
- Kris Holm – Pionnier du monocycle tout terrain et fondateur de Kris Holm Unicycles
- Ryan Kremsater [6]

### Autriche
- Gerald Rosenkranz  – Premier finisher du Red Bull Dolomitenmann sur un monocycle (2015)
- Markus Pröglhöf [7]

### Allemagne
- Lutz Eichholz